# Georg Gorian
Georg Gorian (* vor 1570; † 1622 oder später) war ein österreichischer Zisterzienser. Von 1593 bis 1598 war 21. Abt von Stift Neukloster in Wiener Neustadt und von 1598 bis 1608 Abt von Stift Viktring.

## Leben und Wirken
Georg Gorian hatte seine Profess zunächst im Stift Rein abgelegt, bevor er am 20. November 1591 auf Anordnung von Erzherzog Ernst von Österreich  und mit Zustimmung der niederösterreichischen Zisterzienseräbte als Administrator von Stift Neukloster in Wiener Neustadt eingesetzt wurde. Auf Geheiß Kaiser Rudolfs II. wurde er am 8. August 1593 als Abt eingesetzt und von dem in Neukloster anwesenden Abt Edmond de la Croix von Cîteaux benediziert. Am 21. Mai 1598 wurde er seitens des Stiftes Viktring zum Abt gewählt, wo er am 14. April 1608 sein Amt niederlegte und Pfarrer der Pfarrkirche Köttmannsdorf wurde, in welcher Position er zuletzt in den Visitationsakten von 1622 genannt ist.